# Molopopterus raunoi
Molopopterus raunoi är en insektsart som beskrevs av Irena Dworakowska 1981. Molopopterus raunoi ingår i släktet Molopopterus och familjen dvärgstritar. Inga underarter finns listade i Catalogue of Life.